# Aneby
Aneby – miejscowość (tätort) w Szwecji, w regionie administracyjnym (län) Jönköping, w gminie Aneby.
Według danych Szwedzkiego Urzędu Statystycznego liczba ludności wyniosła: 3496 (31 grudnia 2015), 3690 (31 grudnia 2018) i 3709 (31 grudnia 2019).